# Résolution 940 du Conseil de sécurité des Nations unies
Membres permanents
- Chine
- États-Unis
- France
- Royaume-Uni
- Russie

Membres non permanents
- Argentine
- Brésil
- Djibouti
- Espagne
- Nigéria
- Nouvelle-Zélande
- Oman
- Pakistan
- République tchèque
- Rwanda

Résolution no 939 Résolution no 941
La résolution 940 du Conseil de sécurité des Nations Unies a été adoptée le 31 juillet 1994. Après avoir rappelé ses résolutions 841 (1993), 861 (1993), 862 (1993), 867 (1993), 873 (1993), 875 (1993), 905 (1994), 917 (1994) et 933 (1994), le Conseil de sécurité a autorisé une force dirigée par les États-Unis à rétablir le président Jean-Bertrand Aristide et les autorités du gouvernement d'Haïti, et a prolongé le mandat de la Mission des Nations Unies en Haïti (MINUH) pour six mois supplémentaires. 

## Résolution
Le Conseil a commencé par condamner le régime militaire d'Haïti en raison de son refus de coopérer avec les Nations unies. Certaines préoccupations ont également été exprimées face à la détérioration de la situation humanitaire dans le pays, aux violations des libertés civiles et à l'expulsion du personnel de la Mission civile internationale .
La résolution faisait état d'une situation extraordinaire en Haïti, qui exigeait une réponse exceptionnelle. Le Conseil a ensuite autorisé, en vertu du Chapitre VII de la Charte des Nations unies, les États membres former une force multinationale sous commandement américain pour renverser les dirigeants actuels d'Haïti, et permettre aux précédents de revenir dans un environnement stable et sûr, dans lequel l'accord de Governors Island et le pacte de New York (conclus sous égide américaine) pourraient être mis en œuvre. Une équipe avancée de 60 personnes maximum a été créée afin de coordonner et d'observer les opérations américaines, demandant au secrétaire général Boutros Boutros-Ghali de faire rapport des développements relatifs à cette équipe dans les 30 jours.
Une fois que la force multinationale aura accompli sa mission, la MINUHA reprendrait ses fonctions lorsqu'un environnement approprié aura été assuré. Après avoir prolongé de six mois le mandat de la MINUHA, il a été décidé de porter la taille de la mission à 6 000 hommes, dans le but d'atteindre cette capacité d'ici février 1996. La sécurité du personnel des Nations Unies et de celui des missions diplomatiques et des organisations humanitaires internationales serait garantie. Enfin, les sanctions internationales imposées à Haïti seraient levées une fois Aristide revenu au pouvoir.
La résolution 940 a été adoptée de manière controversée par 12 voix contre zéro, avec deux abstentions (Brésil et Chine), tandis que le Rwanda n'était pas présent lors du vote, probablement en raison du génocide rwandais en cours. Des accusations de pression américaine ont fait surface. 

## Réaction
Ce fut la première fois que les Nations Unies autorisaient le recours à une force d'invasion pour « restaurer la démocratie ». Ce fut également la première fois que les États-Unis cherchaient et obtenaient l’approbation de l’ONU pour une intervention militaire dans les Amériques.
De nombreux pays d'Amérique latine étaient opposés à la résolution. L'ambassadeur du Mexique à l'ONU, Víctor Flores Olea, s'est prononcé contre la résolution, affirmant qu'elle « crée un précédent extrêmement dangereux dans le domaine des relations internationales », car la crise « ne constitue pas une menace pour la paix et la sécurité internationale ». Le ministre cubain des Affaires étrangères, Roberto Robaina, a déclaré que la résolution renforçait « les tentatives répétées du Conseil de sécurité d'étendre ses pouvoirs au-delà de ceux qui lui ont été accordés par la Charte ».
Le président brésilien Itamar Franco s'est fermement opposé à la décision de l'ONU, affirmant que « les pouvoirs spéciaux du Conseil de sécurité ne devraient pas être invoqués de manière aveugle au nom de la " recherche de moyens plus rapides " pour répondre aux attaques contre la démocratie, car cela violerait les principes fondamentaux de coexistence pacifique entre les nations et les procédures juridiques normales de l'ONU ». Après la visite au Brésil du sous-secrétaire d'État américain Peter Tarnoff la semaine précédant le vote, la décision du Brésil de s'abstenir au lieu de s'opposer à la résolution peut clairement être considérée comme le résultat d'une énorme pression américaine.
Soulignant que la situation en Haïti ne constitue aucune menace pour la paix et la sécurité mondiales, le représentant de l'Uruguay à l'ONU, Ramiro Piriz Ballon, a déclaré que son pays « ne soutiendra aucune intervention militaire, unilatérale ou multilatérale ».
L'Argentine a initialement proposé d'envoyer quatre compagnies de marine et d'infanterie pour rejoindre les forces dirigées par les États-Unis. Cependant, face au mécontentement populaire, le président Carlos Menem s'est vu contraint de revenir sur cette offre.
Le 17 janvier 1995, le secrétaire général de l'ONU, Boutros Boutros-Ghali, a publié un rapport de 17 pages sur le résultat de l'intervention : le rapport soulignait la répression en cours en Haïti, l'absence totale de justice pour les victimes du coup d'État de septembre 1991, la détérioration de la situation économique et l'impatience croissante du peuple haïtien.

## Voir également
- Histoire d'Haïti
- Opération Uphold democracy